# Kamen Rider Ex-Aid
Kamen Rider Ex-Aid (яп. 仮面ライダーゴースト, Наездник в маске: Экс-Эйд) — японский телевизионный сериал в жанре токусацу. Это восемнадцатый по счёту сезон франшизы Kamen Rider в периоде Хэйсэй и двадцать седьмой сезон за всё время. Премьерный показ состоялся на японском телеканале TV Asahi 2 октября 2016 года, сразу после завершения предыдущего сезона, Kamen Rider Ghost. Параллельно с этим сериалом в эфирном блоке Super Hero Time шёл так же Doubutsu Sentai Zyuohger из цикла Super Sentai, а после его завершения, пару Kamen Rider Ex-Aid составил Uchu Sentai Kyuranger. Персонажи из одного сериала появлялись в «соседнем» в гостевых камео.

## Сюжет
Эму Ходжо — интерн педиатрического отделения Больницы Университета Сейто и гениальный видео-геймер, которого называют «М». Эму был вдохновлен практиковать медицину после того, как врач, будущий Министр Здравоохранения Кётаро Хината спас его жизнь от болезни, когда он был ребёнком. Кётаро также дал ему портативную видеоигровую консоль WonderSwan в качестве награды, которая разожгла интерес Эму к видеоиграм. Недавно компания видеоигр, известная как Genm Corp. узнала о существовании Багстеров, формы компьютерного вируса, который возникает из программных ошибок их компании. Во главе с таинственным Парадом и его партнером Графитом, Багстеры проявляют себя в физическом мире, заражая людей, которые играют в видеоигры Genm Corp. на клеточном уровне. После того, как Багстер полностью проявляется, человеческий хозяин постепенно исчезает, как следствие из-за стресса, испытываемого хозяином.
Genm Corp. противостоит угрозе Багстеров, разработав пояса-драйверы Геймера и серию трансформаций и безделушек типа вызова, Гашаты Райдеров, для врачей, которым разрешена специальная процедура, чтобы использовать свои силы. Один из выбранных врачей — сам Эму, который превращается в Камен Райдера Экс-Эйда, чтобы спасти своих пациентов от вируса Багстеров. Но Экс-Эйд узнает о других врачах, которые также являются Камен Райдерами, кроме него самого: элитный хирург Хиро Кагами/Камен Райдер Брэйв, нелицензированный «тёмный доктор» Тайга Ханая/Камен Райдер Снайп и судмедэксперт Кирия Куджо/Камен Райдер Рейзер, который может превратиться в форму мотоцикла.
С помощью Поппи Пипопапо, Багстера, работающего под именем Асуна Карино, четвёрка сталкивается с Прототипом Экс-Эйда, Камен Райдером Генмом, которым в конечном счете оказался генеральный директор Genm Corp. Курото Дан. Раскрывая себя создателем Багстеров после удаления Кирии, Курото использует их и докторов-райдеров для создания «совершенной игры», AR MMO под названием «Хроника Камен Райдеров», где каждому дается возможность стать Камен Райдером, известным как Райд-Игрок в борьбе за выживание. Курото показывает, что он заразил Эму вирусом Багстеров много лет назад, что сделало его Нулевым Пациентом текущей инфекции Багстеров. Затем к группе присоединяется Нико Сайба, игровая соперница Эму, известная как «Н», который становится помощницей Тайги.
После того, как Эму победил Курото навсегда, он был убит Парадом, который получил возможность стать Камен Райдером Парадоксом, когда он завершает Хронику Камен Райдеров с возрожденным Графитом и кратко перепрограммированной Поппи, которая становится Камен Райдером Поппи, а Нико становится Райд-Игроком. Парад объясняет свое намерение уничтожить человеческую расу с помощью игры, показывая себя как противоположность Багстера Эму, в то время как Поппи убеждает возрожденного Курото присоединиться к КС (Кибер-Спасение), напомнив о своей матери, из которой она появилась. Вскоре новая угроза для райдеров и Багстеров появилась в виде могучего Камен Райдер Хроноса, оказавшегося отцом Курото, Масамунэ Даном, который является истинным вдохновителем первого Нулевого Дня и «другим» Нулевым Пациентом. Раскрывая свои истинные цвета после того, как Хроника Камен Райдеров была завершена, Масамунэ использует игру для продвижения своего собственного плана, такого как массовое производство Гашатов Хроники Камен Райдеров по всему миру. Позже Кирия возрождается как Камен Райдер Рейзер Турбо. В финальной сюжетной дуге райдеры узнают, что единственный способ остановить Хронику — уничтожить Багстера, который служит её финальным боссом: Геймдеуса. Когда райдеры разработали средство, чтобы победить Геймдеуса, Хронос наносит ответный удар, поглощая Багстера и превращается в нового финального босса — Камен Райдера Геймдеуса-Хроноса.

## Персонажи

### Больница университета Сейто
Эму Ходжо/Камен Райдер Экс-Эйд (Ex-Aid) (Гениальный Геймер М) — главный протагонист. 24-летний интерн педиатрии, который позже становится хирургическим интерном и мастером-геймером. Он был вдохновлен, чтобы стать врачом после специальной спасительной операции от Кётаро Хинаты в детстве. Кётаро также дал Эму портативную консоль WonderSwan как подарок, который разжёг его интерес к играм. Он дружелюбен и доброжелателен, но также неуклюж и несколько рассеян, что часто доставляет ему проблемы с медсестрами. Однако по мере продвижения серии Эму взрослеет и становится менее наивным, даже подбирая некоторые привычки Кирии лгать и показывая себя таким же хорошим манипулятором, как Курото и Масамунэ. Его игровые навыки даровали ему Драйвер Геймера и Гашаты Райдеров, так что он может бороться с Багстерами.
Поппи Пипопапо/Камен Райдер Поппи (Poppy) — добрый Багстер, основанный на одноимённом персонаже из игры «ДоРеМиФа Ритм». Поппи является «навигатором» для Камен Райдеров, и её второй личностью является Асуна Карино, медсестра больницы университета Сейто и член Министерства Здравоохранения. Весьма энергичная и болтливая девушка . В роли Асуны она ведет себя кардинально наоборот, серьёзно и ответственно. Без сопровождающей музыки не может петь, а если и поет — то ужасно, что только провоцирует стресс у пациентов. Боится Они (так она назвала Камен Райдера Хибики).
Хиро Кагами/Камен Райдер Брэйв (Brave) — хирург Больницы Университета Сейто. Интеллигентный и способный парень, хоть и равнодушный и высокомерный. Хиро не вмешивается в личную жизнь пациентов, так как это может помешать лечению. Сначала смотрел на Эму свысока, из-за конфликта их идеалов и неопытности последнего считая его недостойным работать в КС, хотя со временем его отношение к Эму меняется. Хиро обожает десерты, особенно торты и пирожные, которые «помогают ему восполнить запас сил между операциями». Позже было раскрыто что он ест сладкое, чтобы помнить о своей погибшей девушке, во время учёбы угощавшей его сладким. Помня Саки, он сомневался в том, что месть подарит ему облегчение. Хиро относится к битве с Багстерами как к операции. Например, его Гашакон-Меч для него «скальпель». Когда ему кто-то не нравится, обращаясь к нему он добавляет «Нет уж, спасибо».
Хайма Кагами — директор больницы университета Сейто, родной отец Хиро Кагами. По приказу Министерства Здравоохранения, Хайма основал КС, где его сын сражался с Багстерами как Камен Райдер Брэйв. Строит из себя строгого начальника, особенно перед Эму, и защищает своего сына, когда того критикует Эму. Но общаясь с Поппи Пипопапо, он ведет себя совершенно иначе. Несмотря на его комичное поведение он доказал, что является ценным союзником Райдеров, и что готов на все ради счастья своего сына, что и сподвигло его участвовать в Хронике ради воскрешения Саки Момосэ и других жертв вируса Багстеров. Его поведение также послужило мотивацией для Хиро.
Тайга Ханая/Камен Райдер Снайп (Snipe) — 29 летний доктор без лицензии, бывший член отдела радиологии в больнице университета Сейто и был первым Камен Райдером, нанятым КС. Потерял медицинскую лицензию после неудачной попытки спасти пациента. Сейчас Тайга собирает Гашаты Райдеров чтобы, по слухам, стать «Супер Доктором». Он также известен как «Доктор Тьмы».
Кирия Кудзё/Камен Райдер Лазер (Laser) — судмедэксперт больницы университета Сейто. Очень умный, хитрый и расчётливый. Имеет привычки лгать и притворяться.
Кётаро Хината — заместитель Министра Здравоохранения. Именно он спас Эму Ходжо и вдохновил его стать врачом.
Сайко Яотоме — доктор Центра Регенеративной Медицины в больнице университета Сейто.

### Genm Corp.
Курото Дан/Камен Райдер Генм (Genm) — 30-летний генеральный директор Genm Corp. и сын предыдущего генерального директора компании Масамунэ, спокойный и вежливый человек, который на самом деле хладнокровный и манипулирующий нарциссист, который считает, что его интеллект — это то, чего стоит опасаться. Будучи подростком, он создавал игры для своего отца, развивая обиду на молодого Эму, который посылал блестящие идеи для игр, которые бросали вызов вере Курото в то, что только он способен делать отличные игры. Он был одним из первых людей, узнавший о вирусе Багстеров в 2000 году, заразив Эму для изучения или за десять лет до извлечения большей части вируса, чтобы организовать Нулевой День с прототипами Гашатов Райдеров, известными как Прото-Гашаты.
Масамунэ Дан/Камен Райдер (К)Хронос (Cronus) — первоначальный генеральный директор Genm Corp. и отец Курото Дана, в конечном счете, показал, что организовал схемы своего сына, поскольку он хотел возродить Сакурако после того, как она поддалась её инфекции Багстера. Он и его сын вызвались на последние операции Кётаро Хинаты на Эму. К началу серии, тайно сделав себя Нулевым Пациентом вируса Багстеров и разработав комплекс бога, Масамунэ был заключен в тюрьму, позволив своему сыну использовать его в качестве козла отпущения за инцидент 2010 года, чтобы его вирус мог быть правильно инкубирован.
Цукуру Кобоси

### Багстеры
Парад/Kamen Rider Paradox/Para-DX (Парадокс) — один из лидеров Багстеров, который принимает облик подростка с пиксельными брюками. Не имея собственной игровой переписки, он является проявлением желания Эму с детства иметь приятеля по играм. Хотя он защищает свою расу и ненавидит гордость человечества, истинная цель его существования — наслаждаться борьбой с Эму. В середине сезона Парад появляется в облике Камен Райдера с 2 формами, после того как он захватывает Эму под контроль, он получает Game-Driver (Гейм-Драйвер) при помощи получает совершенную форму Kamen Rider Para-DX Lv. 99.
Графит — драконоподобный Багстер-воин и один из лидеров Багстеров. Он родился из данных игры «Рыцарь-Охотник на Драконов Z». когда его вирусная сущность заразила Саки Момосэ, получив собственную человеческую форму после завершения его проявления. Из-за его причастности к смерти Саки, он становится заклятым врагом Хиро и Тайги. Графит всплывает, чтобы следить за инфекцией вирусов Багстеров и сталкивается с Камен Райдерами. После того, как его Гашакон Багвизор был конфискован Курото за его поспешное решение сражаться с Брэйвом, он украл Прото-Гашат «Рыцарь-Охотник на Драконов Z» на месте Курото и распространил инфекцию, прежде чем он был убит всеми четырьмя докторами-райдерами. Он был воскрешён Парадом через год и повышен до 99-го уровня, чтобы принять участие в Хронике Камен Райдеров. Увидев Хроноса как угрозу своей кампании, Графит завладел образцом вируса Геймдеуса и использовал его тело, чтобы культивировать вирус. Как последний высокий уровень Хроники Камен Райдеров, Графит уладил свои счеты с Брэйвом и Снайпом, яростно отказываясь от помощи Хроноса. Графит был побежден Райд-Игроком Нико, которая смогла победить всех Багстеров в игре. Перед своей кончиной Графит от всего сердца поблагодарил своих союзников и врагов за то, что они позволили ему выполнить свою роль игрового персонажа.
Рен Амагасаки/Люборика
Геймдеус
Хатена
Небула-Багстеры
Тёмный Парад

### Остальные
Kamen Rider Fuma — Камен Райдер ниндзя умеющий призывать 2 приспешников-ниндзя, имеет два кинжала. Появился в фильме Kamen Rider Ex-Aid: Another Ending.

## Эпизоды
1. Имя Мне — Камен Райдер!
2. Два гения? Нет уж, спасибо!
3. БАХ! Подонок уже здесь!
4. Операция «Рывок» начинается!
5. Общий сбор и звонкое столкновение!
6. Биение пустого сердца!
7. Причины для лжи!
8. Лети, парень!
9. Битва с драконом!
10. Яростные доктора!
11. Кто же чёрный Камен Райдер?
12. Рождественский спецвыпуск: Цель — серебряное Рождество!
13. Предопределенная судьба
14. Мы — Камен Райдеры!
15. Появление нового оппонента!
16. Парадокс побежденного М
17. Нестандартный Бургстер?
18. Правда известна!
19. Неожиданная фантазия?!
20. Лети против ветра!
21. В погоне за тайной!
22. Вживленная история!
23. Экстрим! Жизнь или смерть!
24. Вперед с надеждой!
25. Начало новой игры
26. Игроки, сражающиеся за право жить
27. Мир и любовь победителям!
28. Превосходя личность
29. Мы — это я?!
30. Сильнейший против сильнейшего!
31. Запретное продолжение?!
32. Правосудие свершилось!
33. Реструктуризация компании!
34. Обещанное воскрешение!
35. Спасти партнера!
36. Совершенный непобедимый игрок!
37. Решимость белого рыцаря!
38. Момент слез
39. Прощай, я!
40. Перезагрузка судьбы!
41. Сброс игры!
42. Пришествие бога!
43. Лицензия для белого халата
44. Последняя улыбка
45. Бесконечная игра

## Фильмы
1. Kamen Rider Heisei Generations: Dr. Pac-Man vs. Ex-Aid & Ghost with Legend Riders
2. Kamen Rider Ex Aid: Kamen Rider Genm ー Legend Rider Stage
3. Kamen Rider Ex-Aid Another Ending: Brave & Snipe
4. Kamen Rider Ex-Aid Another Ending: Para-DX with Poppy
5. Kamen Rider Ex-Aid Another Ending: Genm vs Laser
6. Kamen Rider Ex-Aid: True Ending